# Rubus tauni
Rubus tauni är en rosväxtart som beskrevs av W. Schnedler och H. Grossheim. Rubus tauni ingår i släktet rubusar, och familjen rosväxter. Inga underarter finns listade i Catalogue of Life.